# Romola Garai
Romola Garai (* 6. srpna 1982 Hongkong) je britská filmová herečka.

## Život
Do svých osmi let vyrůstala v Singapuru a v Hongkongu, kde její otec pracoval pro britskou banku. Když byla malá, chtěla být zpěvačkou a mít svoji vlastní skupinu. Toto přání ji přivedlo na dráhu herečky. Když zpívala v jazzové skupině, všiml si jí hledač talentů. Brzy potom se objevila ve filmu Poslední sexbomby. Nadále se objevovala v menších rolích (Náklonnosti: sekretářka Zoe; Dokonalý: ztracená dcera Charlotte). Velký zvrat přišel až s filmem Nicolas Nickleby, který získal v roce 2003 ocenění od kritiků i od diváků. Po těchto několika filmech si chtěla Romola rozšířit svá studia na Univerzitě královny Marie v Londýně, jenže přišly další nabídky od filmu, jako například role Gwendolen Harleth v sérii Daniel Deronda a velký úspěch ve filmu Hrad bude můj, za který Romola získala nominaci na nejvíce slibného nováčka britských nezávislých filmových cen (British Independent Film Awards), takže na školu nezbyl čas.
V roce 2004 dostala Romola roli hned ve dvou úspěšných filmech – prvním se stal Hříšný tanec 2, kde se objevila po boku začínající hvězdy Diega Luny jako mladá Američanka Katey Millerová, která se přestěhovala v roce 1958 s rodiči na Kubu, a dalším projektem, tentokrát s historickým pojetím, ale rovněž americké produkce, byl Jarmark marnosti. Po těchto filmech následovaly ještě irsko-anglicko-francouzský film Uvnitř tančím a televizní série Mary Bryant.